# 2008년 전국언론노동조합 총파업
2008년 전국언론노동조합 총파업은 대한민국에서 2008년 12월 26일 오전 6시부터 일어난 언론노조의 파업이다. 2008년 연말 임시국회에서 한나라당은 대기업의 방송 진출 허용 등을 내용으로 하는 언론관계법 개정을 시도했다. 하지만 언론노조는 2008년 12월 24일 언론 관련법 개정 철회를 요구하면서 26일 총파업하기로 선언했다.
이번 언론 총파업에는 MBC, SBS, YTN, CBS, EBS 등의 방송사가 참여했다. 신문사 중에는 부산일보, 대구매일신문, 경인일보 등의 지방 주요 12개 신문사와 한겨레, 경향신문이 한나라당의 언론관계법의 문제점을 집중 보도하는 "지면 파업"을 벌였다. MBC는 "언론노조의 파업은 상식과 민주주의를 지키기 위한 싸움입니다."라는 표어를 내걸었다.
조합원들은 결의문에서 "재벌과 수구족벌 신문에 언론을 갖다 바칠 '7대 악법'은 일당 독재와 장기집권을 위한 술책"이라며 "법이 통과된다면 시민·학생·노동자·농민의 피땀으로 일궈온 한국의 민주주의는 한순간에 무너질 것"이라고 밝혔다.
다른 시민단체의 참여도 있었다. 한국노총과 산하 금융노조는 "파업을 지지하고 관련 법안의 강행 처리에 반대한다"는 성명을 냈다. 또한 참여연대, 전국목회자정의평화실천협의회, 언론연대, PD연합회, 여성단체연합, 전국미디어운동네트워크, 민언련 등도 "민주주의를 지키려는 언론노조의 총파업을 지지한다"면서 정부의 언론관계법 개정 폐기를 촉구하는 성명을 발표했다. 일부 연예인들도 파업지지선언을 하기도 하였다.
한편, 이에 대해 이명박 대통령은 "정치논리가 아닌 실질적 경제논리로써 적극적으로 해나가길 바란다"고 입장을 표명하면서 정부는 언론노조의 파업을 불법으로 간주하고 민·형사상 조치 등 강력 대응방침을 밝혔다.

## 일지
- 2008년 12월 26일 MBC 등 파업을 시작하였다.
- 2009년 1월 8일 파업을 중단하고 업무에 복귀하였다.

## 쟁점

### 쟁점 법안
한나라당의 미디어산업발전특별위원회가 추진 중인 법안 중 쟁점 법안은 다음과 같다.
- 재벌 대기업과 조중동 등 거대 재벌 신문에 지상파방송, 보도·종합편성PP[7] 겸영 및 교차소유 전면 확대
- 외국인에 종합편성PP 소유 허용
- 지상파방송, 보도·종합편성PP에 대한 1인 소유지분 제한 49%로 확대
- 신문·방송 겸영 금지 조항 전면 삭제
- 복수소유 제한 조항 전면 삭제
- 신문발전위원회, 신문유통원, 한국언론재단을 통합해 법인 형태의 독임제 한국언론진흥재단 신설
- 경영자료 신고 의무 조항 삭제
- 사이버 모욕죄 신설

### 언론노조의 입장
언론노조는 26일 홈페이지를 통해 한나라당 언론 관련법 개정안의 문제점을 지적했다.
- 대기업의 방송진입 허용 반대
- 신문의 방송교차 소유 반대
- 외국인에 대한 방송진입 허용 반대
- 일간신문의 복수소유 제한 조항 전면 삭제 반대
- 한국언론진흥재단 신설 반대
- 경영자료 신고 의무 조항 삭제 반대
- 사이버모욕죄 반대

## KBS 왜곡방송 논란
KBS 타종 중계방송에 왜곡 방송 시비에 휩싸인 KBS 측은 2009년 1월 2일 오후 "음악 공연 축제 프로그램으로 기획되어 각종시위집회중계와는 주된내용이 아니었고, 공연위주로 구성된것이다." 라고 해명을 나서기도했다.

## 비판
우선 근로조건이 아닌 법안에 관한 것은 노동쟁의 대상이 되지 않기 때문에 언론노조의 파업은 불법이라는 주장이 있다. 또한 조중동 보수언론에서는 제5공화국 군사정부가 방송 통제를 위해 현 구조를 만들어 왔기 때문에, 방송 콘텐트 시장은 크게 발전하지 못했는데 이에 대해 언론노조가 지상파엔 아무도 새로 들어올 수 없다는 논리로‘밥그릇 투쟁’을 한다는 비판을 했다. 국민일보는 사설을 통해 언론노조가 문화방송 《뉴스데스크》등을 통해 찬반양론을 소개하지 않은 채 자사의 입장만 일방적으로 내보내고 보도 투쟁을 하는 것 또한 시청자들에게 판단 여지를 주지 않고 공공재인 전파의 사용(私用)이라는 비판이 있다. MBC 뉴스 후에서는 '방송법 개정 누구를 위한것인가'를 주제로 조중동 보수언론과 한나라당을 비판하기도 했다.

## 같이 보기
- 미디어 관련법 개정 논란
- 대한민국 제279회 국회
- 2012년 대한민국 언론 노조 파업